# Kanton Annot
Kanton Annot (fr. Canton d'Annot) – kanton w okręgu Castellane, departamencie Alpy Górnej Prowansji (fr. Alpes-de-Haute-Provence), w regionie Prowansja-Alpy-Lazurowe Wybrzeże (fr. Provence-Alpes-Côte d’Azur). Kod INSEE:0402. W jego skład wchodzi 7 gmin:
- Annot,
- Braux,
- Méailles,
- Le Fugeret,
- Saint-Benoît,
- Ubraye,
- Vergons[3].

W kantonie w 2011 roku zamieszkiwało 1881 osób, w tym 930 mężczyzn i 951 kobiet.